# Траут-Рівер
Траут-Рівер (англ. Trout River) — містечко в Канаді, у провінції Ньюфаундленд і Лабрадор.

## Населення
За даними перепису 2016 року, містечко нараховувало 552 особи, показавши скорочення на 4,2 %, порівняно з 2011 роком. Середня густина населення становила 93,3 осіб/км².
З офіційних мов обома одночасно володіли 10 жителів, тільки англійською — 545. Усього 5 осіб вважали рідною мовою не одну з офіційних.
Працездатне населення становило 41,1 % усього населення, рівень безробіття — 43,2 % (45,5 % серед чоловіків та 40 % серед жінок). 91,9 % осіб були найманими працівниками, а 5,4 % — самозайнятими.
Середній дохід на особу становив $24 765 (медіана $21 744), при цьому для чоловіків — $26 868, а для жінок $22 294 (медіани — $23 744 та $20 160 відповідно).
22,2 % мешканців мали закінчену шкільну освіту, не мали закінченої шкільної освіти — 65,6 %, 11,1 % мали післяшкільну освіту, з яких 20 % мали диплом бакалавра, або вищий.
| Статево-вікова структура населення | Статево-вікова структура населення | Статево-вікова структура населення | Статево-вікова структура населення | Статево-вікова структура населення |
| ---------------------------------- | ---------------------------------- | ---------------------------------- | ---------------------------------- | ---------------------------------- |
|                                    |                                    |                                    |                                    |                                    |
| Всього                             | Всього                             | 50,0%                              |                                    |                                    |
| 0 — 14 років                       | 0 — 14 років                       |                                    | 15,5%                              | 15,5%                              |
| 15 — 64 років                      | 15 — 64 років                      |                                    | 61,8%                              | 61,8%                              |
| 65 і більше                        | 65 і більше                        |                                    | 22,7%                              | 22,7%                              |
| 85 і більше                        | 85 і більше                        |                                    | 1,8%                               | 1,8%                               |
| Середній вік (років)               | Середній вік (років)               | 44,244,1                           | 44,2                               | 44,2                               |
| Медіана (років)                    | Медіана (років)                    | 48,547,9                           | 48,1                               | 48,1                               |
| — чоловіки — жінки                 |                                    |                                    |                                    |                                    |

| Походження мешканців:     | Походження мешканців:     | Походження мешканців: | Походження мешканців: | Походження мешканців: |
| ------------------------- | ------------------------- | --------------------- | --------------------- | --------------------- |
| Походження                |                           |                       | осіб                  | %                     |
| Корінні американці        | Корінні американці        |                       | 100                   | 18.87%                |
| Інше північноамериканське | Інше північноамериканське |                       | 300                   | 56.6%                 |
| Європейське               | Європейське               |                       | 195                   | 36.79%                |
| британське                | британське                |                       | 185                   | 34.91%                |
| французьке                | французьке                |                       | 25                    | 4.72%                 |
| Карибське                 | Карибське                 |                       | 10                    | 1.89%                 |

| Зайнятість населення за галузями (за класифікацією NOC): | Зайнятість населення за галузями (за класифікацією NOC): | Зайнятість населення за галузями (за класифікацією NOC): | Зайнятість населення за галузями (за класифікацією NOC): | Зайнятість населення за галузями (за класифікацією NOC): |
| -------------------------------------------------------- | -------------------------------------------------------- | -------------------------------------------------------- | -------------------------------------------------------- | -------------------------------------------------------- |
|                                                          |                                                          |                                                          |                                                          |                                                          |
| Бізнес, фінанси та адміністрування                       | Бізнес, фінанси та адміністрування                       |                                                          | 5,6%                                                     | 5,6%                                                     |
| Освіта, правозахист, муніципальні та урядові служби      | Освіта, правозахист, муніципальні та урядові служби      |                                                          | 13,9%                                                    | 13,9%                                                    |
| Роздрібна торгівля та послуги                            | Роздрібна торгівля та послуги                            |                                                          | 11,1%                                                    | 11,1%                                                    |
| Гуртова торгівля, транспорт та обладнання                | Гуртова торгівля, транспорт та обладнання                |                                                          | 25%                                                      | 25%                                                      |
| Природні ресурси, сільське господарство                  | Природні ресурси, сільське господарство                  |                                                          | 36,1%                                                    | 36,1%                                                    |
| Виробництво                                              | Виробництво                                              |                                                          | 5,6%                                                     | 5,6%                                                     |

## Клімат
Середня річна температура становить 3,2 °C, середня максимальна — 18,8 °C, а середня мінімальна — −12,8 °C. Середня річна кількість опадів — 1423 мм.
| Клімат поселення                              | Клімат поселення | Клімат поселення | Клімат поселення | Клімат поселення | Клімат поселення | Клімат поселення | Клімат поселення | Клімат поселення | Клімат поселення | Клімат поселення | Клімат поселення | Клімат поселення | Клімат поселення |
| Показник                                      | Січ.             | Лют.             | Бер.             | Квіт.            | Трав.            | Черв.            | Лип.             | Серп.            | Вер.             | Жовт.            | Лист.            | Груд.            |                  |
| Середній максимум, °C                         | −3,15            | −3,92            | −0,25            | 5,10             | 9,71             | 14,41            | 17,84            | 18,79            | 14,01            | 8,78             | 3,97             | −1,4             |                  |
| Середня температура, °C                       | −7,62            | −8,38            | −4,71            | 0,66             | 5,27             | 9,97             | 14,61            | 15,57            | 10,77            | 5,56             | 0,75             | −4,62            |                  |
| Середній мінімум, °C                          | −12,07           | −12,84           | −9,16            | −3,8             | 0,79             | 5,52             | 11,39            | 12,35            | 7,57             | 2,35             | −2,45            | −7,84            |                  |
| Норма опадів, мм                              | 170              | 113              | 88               | 72               | 83               | 114              | 95               | 124              | 126              | 139              | 139              | 160              |                  |
| Середньомісячна швидкість вітру, м/с          | 5.00             | 4.71             | 4.80             | 4.58             | 4.25             | 4.09             | 3.77             | 3.90             | 4.28             | 4.45             | 4.68             | 4.87             |                  |
| Середньомісячна сонячна радіація, кДж/м²·день | 3436             | 6468             | 10817            | 14662            | 17863            | 19260            | 18604            | 15738            | 11450            | 6858             | 3692             | 2571             |                  |
| --------------------------------------------- | ---------------- | ---------------- | ---------------- | ---------------- | ---------------- | ---------------- | ---------------- | ---------------- | ---------------- | ---------------- | ---------------- | ---------------- | ---------------- |
| Джерело:                                      |                  |                  |                  |                  |                  |                  |                  |                  |                  |                  |                  |                  |                  |